# Abutaleb Gorgori
Aboutaleb Talebi Gorgori (in persiano ابوطالب طالبی‎; 10 aprile 1945 – Teheran, 21 luglio 2008) è stato un lottatore iraniano, specializzato nella lotta libera.

## Palmarès

### Olimpiadi
- 1 medaglia:
  - 1 bronzo (Città del Messico 1968 nei −57 kg)

### Mondiali
- 3 medaglie:
  - 3 bronzi (Toledo 1966 nei 57 kg; New Delhi 1967 nei 57 kg; Mar del Plata 1969 nei 57 kg)